# Hans Helmut Rösler

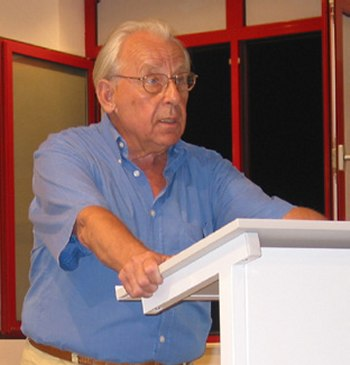
Hans Helmut Rösler, 2010

Hans Helmut Rösler (* 14. Juni 1929 in Aussig, Tschechoslowakei) ist ein deutscher FDP-Politiker. Er war von 1971 bis 1976 stellvertretender Landesvorsitzender der bayrischen FDP und von 1976 bis 1997 Hauptgeschäftsführer der FDP in Bayern.

## Leben
Hans Helmut Rösler wurde 1929 in Aussig in der Tschechoslowakei (heute Ústi nad Labem) geboren. Nach dem Ende des Zweiten Weltkrieges wurde er im Sommer 1945 mit seiner Familie aus seiner Heimat vertrieben und zog nach Eisenberg in Thüringen.
Als er von der Verhaftung einer Reihe junger Mitglieder der Liberaldemokratische Partei (LDP) durch die sowjetische Besatzungsmacht erfuhr, trat er am 2. Mai 1946 mit der Bemerkung „hier ist Ersatz für die Verhafteten“ in die LDP ein. Er wurde Mitglied des Vorstands der regionalen Gliederung und nahm die Aufgabe eines ehrenamtlichen Jugendreferenten wahr. Zudem gehörte er dem Jugendbeirat der Partei des Kreisverbandes Jena-Stadtroda an.
Am 7. September 1948 wurde er wegen seiner Kontakte zu der Schwesterpartei FDP in Westberlin und Bayern, seines aktiven Widerstands gegen die Machtansprüche der SED und der Verteilung westlichen Schriftguts vom sowjetischen Geheimdienst verhaftet. Anfang 1949 wurde er von einem sowjetischen Militärtribunal in Weimar wegen „konterrevolutionärer Konspiration, antisowjetischer Propaganda und politischer und wirtschaftlicher Spionage in Ermangelung der Todesstrafe“ zu 25 Jahren Haft verurteilt. (Die Sowjetunion hatte kurzzeitig 1948/49 die Todesstrafe abgeschafft).
Die Haftzeit verbrachte Rösler zunächst wie Walter Kempowski im „Gelben Elend“ in Bautzen, wo er nach der Übergabe an die DDR 1950 die Häftlingsaufstände im März erlebte. Nach Stalins Tod wurde er mit den Insassen Jugendsaals (Saal 4) wegen des Jubels der Häftlinge zu diesem Ereignis nach Fort Zinna in Torgau verlegt.
Durch die Bemühungen des FDP-Vorsitzenden Thomas Dehler, Hans-Dietrich Genschers und Werner Dollingers (CSU) wurde er nach 8 ½ Jahren am 8. März 1957 vorzeitig aus der Haft entlassen und konnte unverzüglich aus der DDR in die Bundesrepublik Deutschland ausreisen, wo inzwischen seine Familie in München lebte.
Hier nahm er umgehend seine politische Arbeit in der liberalen Partei/FDP wieder auf und wurde beruflich in Nürnberg als Geschäftsführer eines Großhandelsunternehmens tätig. In der FDP und ihrer Jugendorganisation, den Deutschen Jungdemokraten, wurde er in verschiedene Funktionen gewählt und tätig. Von 1959 bis 1964 war er ein Nachfolger von Klaus Dehler als Landesvorsitzender der Jungdemokraten und Mitglied des Bundesvorstands dieser Organisation, unter anderem unter dem Vorsitzenden Gerhart Baum. Seit 1960 war er Mitglied des Landesvorstands der bayerischen FDP.
Bei der Landtagswahl 1970 war er als Wahlkampfleiter der FDP in Mittelfranken maßgeblich am Wahlkampf mit Hildegard Hamm-Brücher und dem Wiedereinzug der FDP in den Landtag beteiligt. 1971 wurde er zum Bezirksvorsitzenden der FDP in Mittelfranken und zum stellvertretenden Landesvorsitzenden der Partei gewählt. Diese Wahlämter behielt er bis zu seiner Berufung zum Hauptgeschäftsführer der bayerischen Liberalen bei. Von 1976 bis zu seiner Pensionierung im Jahre 1997 nahm er diese Aufgabe 21 Jahre wahr.
1974 war er auf Vorschlag seiner Partei Mitglied der Bundesversammlung zur Wahl des Bundespräsidenten.
Nach seiner Pensionierung war er Vorsitzender des FDP-Kreisverbandes Fürth. Heute ist Hans Helmut Rösler Ehrenvorsitzender der FDP in Mittelfranken und Fürth, des FDP-Kreisverbandes Jena-Saale-Holzland und der Jungen Liberalen in Thüringen. Hans Helmut Rösler ist seit 1964 mit Ursula (geborene Kau) verheiratet, die ebenfalls aus dem Sudetenland, Komeise bei Jägerndorf, stammt.
Rösler ist Gründungsmitglied und Ehrenvorsitzender des 2024 aus dem Kipfenberger Gesprächskreis hervorgegangenen Liberale Mitte e.V. bei der Auftaktveranstaltung des Vereins im Reichenschwander Schlosshotel sprachen er selbst, der Bundestagsabgeordnete Gerald Ullrich, der Landesvorsitzende FDP Thüringen Thomas Kemmerich, Albert Duin sowie der Gründer des Magazin Focus Helmut Markwort. Der Internetauftritt des Vereins nennt Rössler den geistigen Vater der Liberalen Mitte.

## Auszeichnungen
- 1985: Bundesverdienstkreuz am Bande
- 1992: Bundesverdienstkreuz 1. Klasse
- 2016: Thomas Dehler Medaille in Gold

## Veröffentlichungen
- Karl Hamann, meine persönliche Meinung zu seinem Wirken in der LDP. In: Jahrbuch zur Liberalismus-Forschung 17 (2005), S. 271–272.